# The Scandals
The Scandals sind ein deutsches Musik- und Produzenten- und DJ-Duo bestehend aus Steve Morell und Emma Eclectic.

## Karriereweg
The Scandals wurden 2004 von Eclectic und Morell gegründet. Das Duo trat in Deutschland, Großbritannien, Belgien, Schweiz, Spanien, Tschechien, Niederlande und Dänemark auf und arbeitete u. a. mit den Musikern James Murphy, Mark Moore, DJ Hell, Peaches, Punx Soundcheck, T.Raumschmiere, Fetish, Jonty Skrufff, Marc Almond, Arthur Baker, Adam Sky, Kook zusammen und gestalteten Remixe für Miss Yetti, Beroshima, Nina Hagen, Lola Angst (ex-Blind Passengers), Boy George, Atomizer, Pink Grease, Neonman, S-Express, Punx Soundcheck feat. Marc Almond, Junesex u. a. und hatte 2005 Fashionshootings für Lifestyle-Magazine wie Maxim und IQ Style. Ende 2007 gingen The Scandals auf USA-Tournee.

## Diskografie

### Releases
- The Scandals (2007): Cutouts, Ripoffs and Patchworks
- The Scandals (2006): My Life Nightlife

### Remixes
- The Nihilists (2005): Summer Deviation rmx (Manipulation Records)
- Miss Yetti (2005): fuck the glamour rmx (Gold & Liebe)
- Lola Angst (2005): Am I dead rmx (Dark Wings)
- Punx Soundcheck feat. Marc Almond (2005): Vanity, Poverty, Revenge rmx (Pale Music)
- Neonman (2006): Rich kids rmx (Pale Music)
- Eric D Clark – Credo rmx (Pale Music / Firm)
- Ascii.Disko – MDMA rmx (Pale Music)

### Kompilationen
- Berlin Insane III (2005): compiled by the Scandals (Pale Music)
- ebenda: Junesex – get´s close to mine/The Scandals rmx (Pale Music)
- Berlin Insane IV (2006): compiled by the Scandals (Pale Music)
- ebenda: The Scandals – Mantra for a state of mind & The Scandals – My Life Nightlife (Pale Music)
- Some Tunes (2006): Junesex – get´s close to mine/The Scandals rmx (Basserk)
- Confusion Box: The Scandals (2006): my life nightlife/Pitsui rmx & The Scandals feat. Peaches – the dogma of music (Subterfuge)
- Luis Miguelez & The Glitters (2007): Goodbye – feat. The Scandals (Records to kill/Boogie Movie Prod.)
- ebenda: Loneliness – feat. The Scandals (Records to kill/Boogie Movie Prod.)